# Percoa
Ne doit pas être confondu avec Perkoa.
Percoa, également orthographié Perkoa, est commune rurale située dans le département de Kordié de la province de Sanguié dans la région du Centre-Ouest au Burkina Faso.

## Géographie
Percoa est localisé à proximité des rives du lac de retenue du barrage de Soum.